# گوش‌دریا

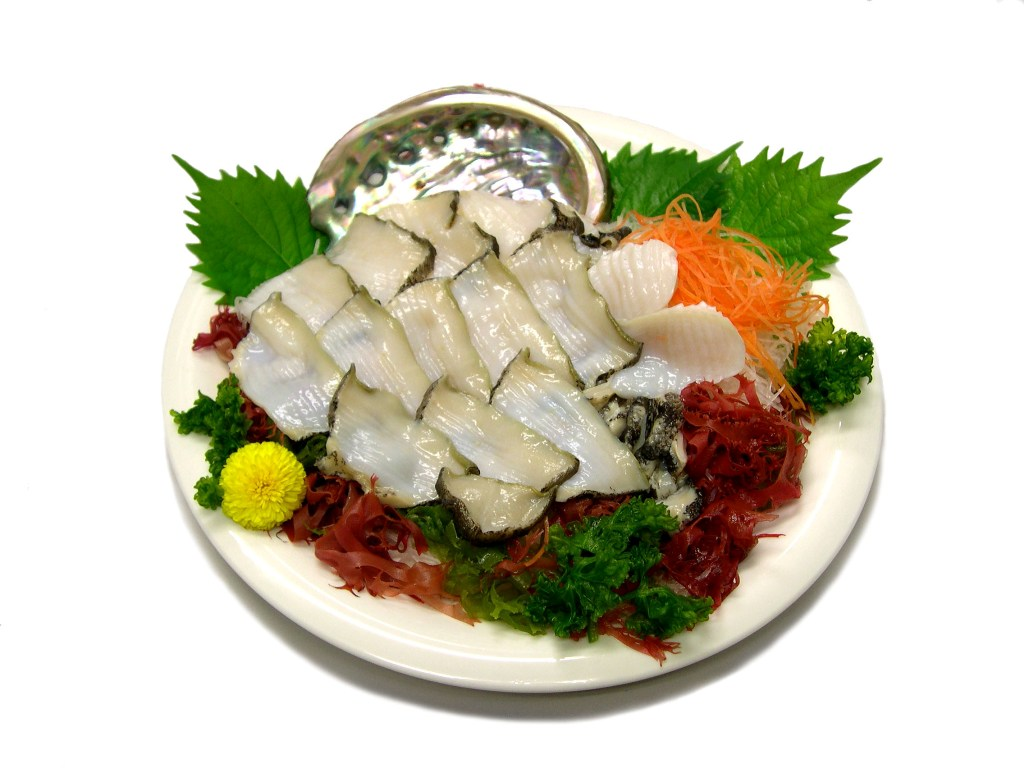
گوش دریا در ژاپن آوابی نامیده می‌شود و به‌صورت خام یا ساشیمی یا به عنوان نوعی سوشی مصرف می‌شود.

گوش دریا یکی از حلزون‌های خوراکی دریایی بزرگ است.
گوش‌های دریایی از نرم‌تنان شکم‌پا از خانوادهٔ دریاگوشان است.
خانوادهٔ دریاگوشان یک سرده (جنس)، چهار تا هفت زیرسرده و در حدود ۱۰۰ گونه دارد.
گوش دریا هم‌چنین از گوهرهای آلی به‌شمار می‌آید و مصارف زینتی دارد.
گوشت درون گوش‌های دریا از خوراک‌های محبوب به‌شمار می‌آید. در ژاپن آوابی نامیده شده و یکی از ماهی‌هایی است که به صورت ساشیمی (ماهی خام خوردن) و در سوشی مصرف می‌شود.
صدف‌های گوش‌های دریا ساختاری مارپیچی دارند و شناسهٔ آن‌ها دارا بودن چند روزنه تنفسی باز است که در لبهٔ بیرونی صدف ردیف شده‌اند.
لایه ضخیم درونی صدف از مادرمروارید (کُجی) تشکیل شده که بسیار رنگین‌کمانی و رنگارنگ‌شونده است.
این ویژگی رنگین‌کمانی گوش‌های دریا آن‌ها را برای تزئینات محبوب کرده‌است.
صدف‌های گوش‌های دریا کوژ، گرد یا بیضی‌شکل هستند. این صدف‌ها ممکن است بسیار کمانی یا تخت باشند.
در زبان ژاپنی آوابی نامیده می‌شود و یکی از عناصر سوشی است.

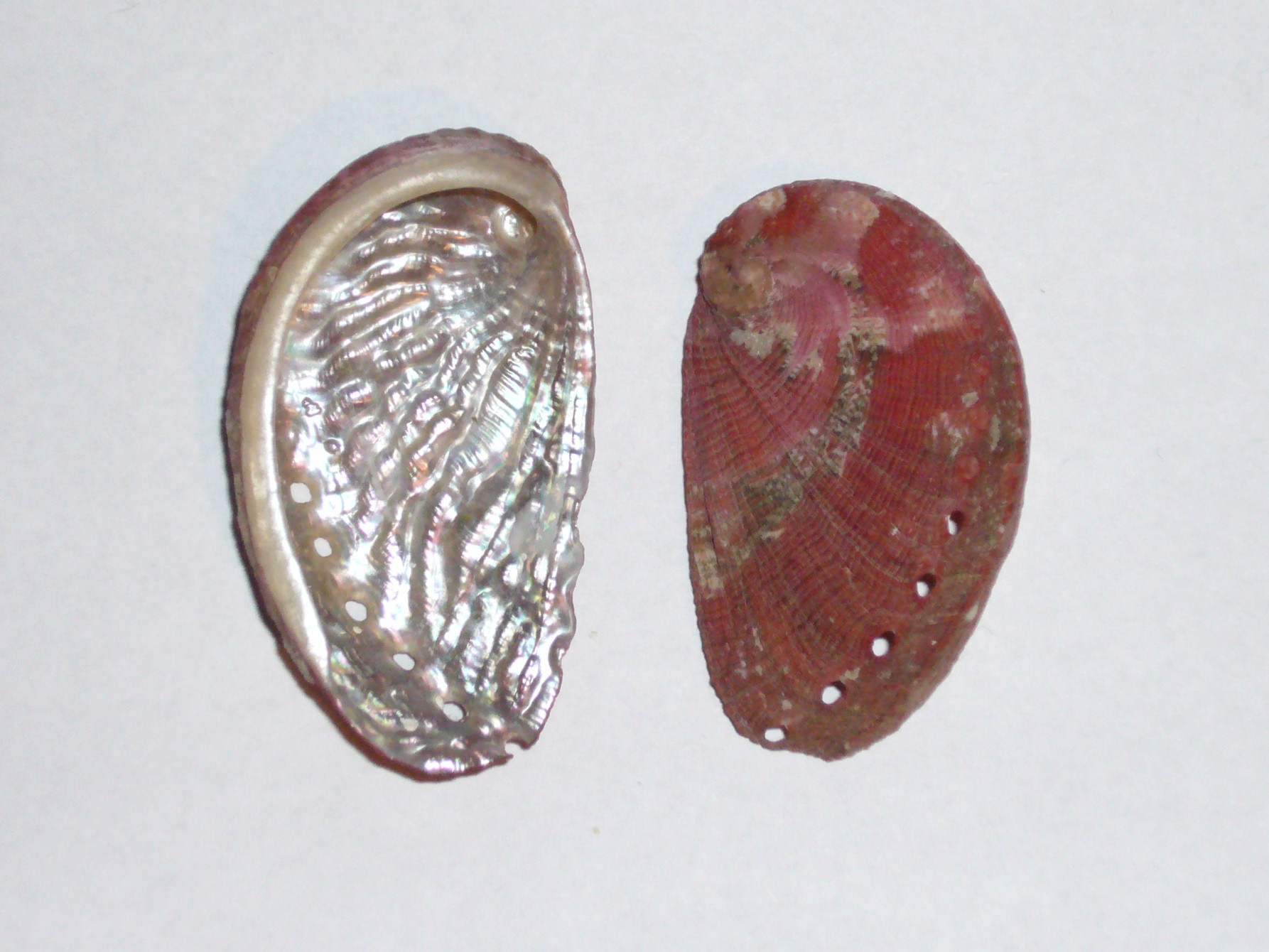
گوش دریای مدیترانه‌ای (Haliotis lamellosa)
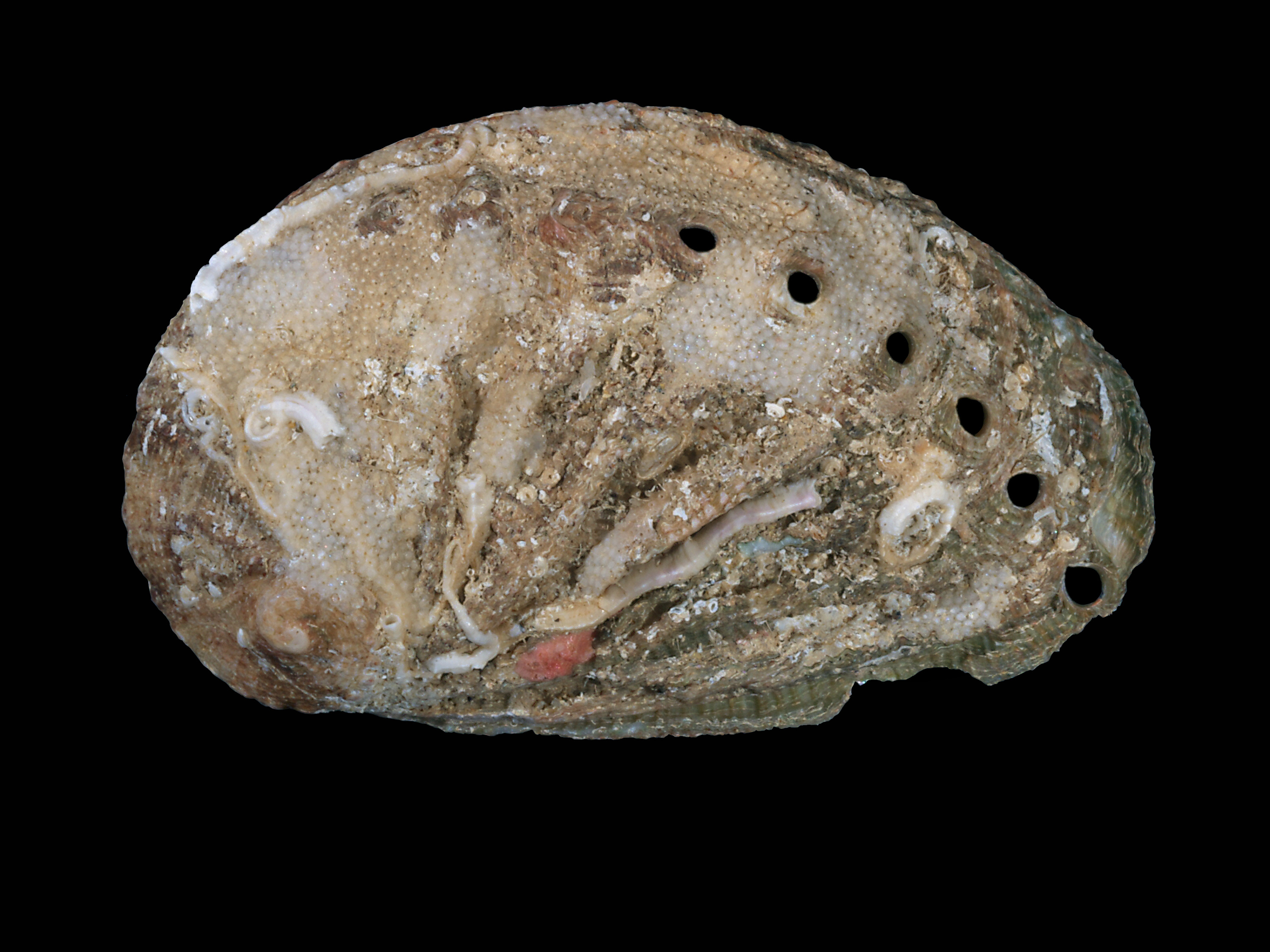
گوش دریایی سبز (Haliotis tuberculata)
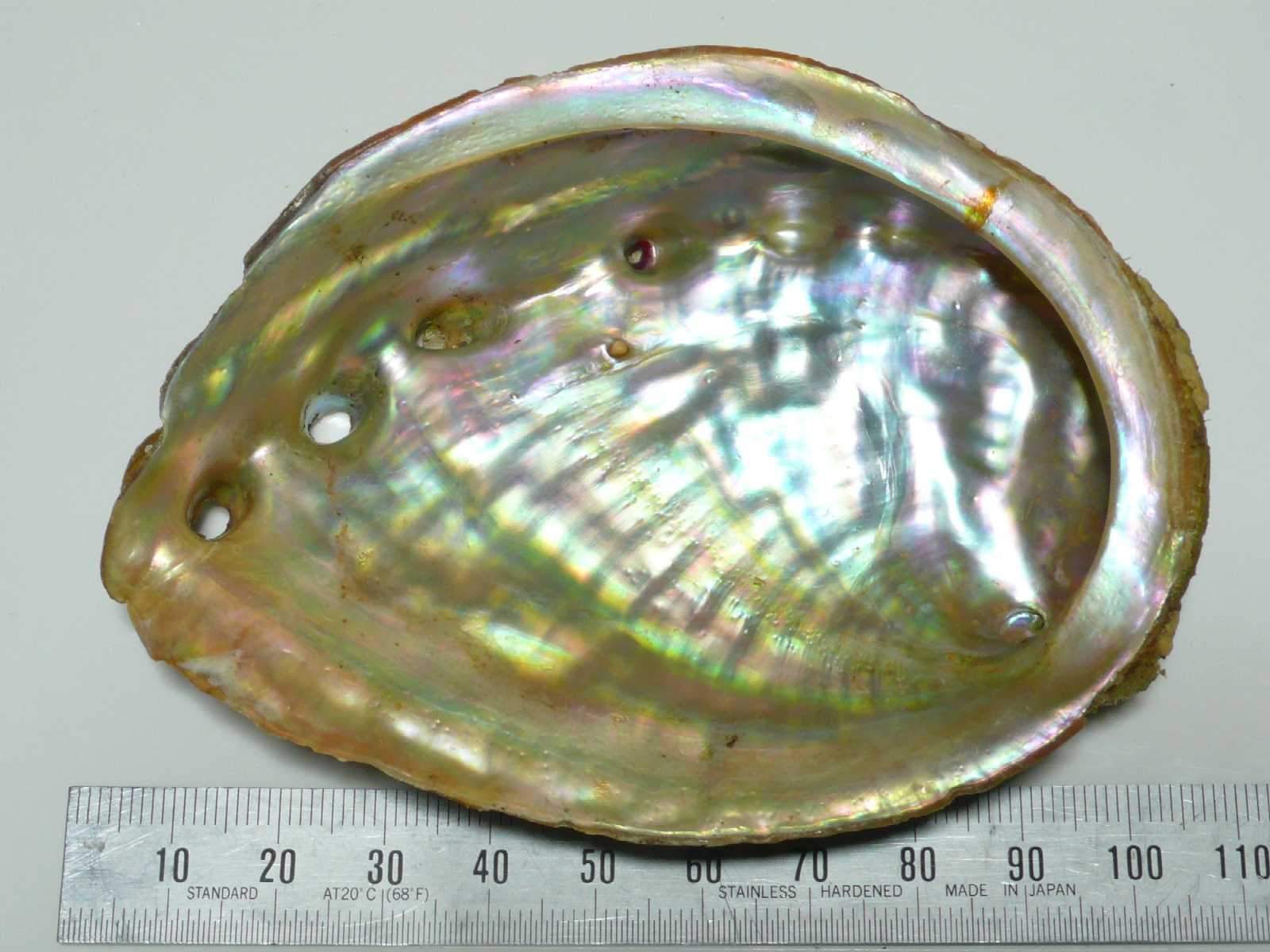
گوش دریای مدیترانه‌ای (Haliotis lamellosa)